# Бархам Саліх
Бархам Ахмет Саліх (курд. بەرھەم ئەحمەد ساڵح, Berhem Ehmed Salih; нар. 12 вересня 1960, Сулейманія, Ірак) — іракський і курдський політичний діяч.
Президент Іраку з 2 жовтня 2018, заступник прем'єр-міністра Іраку з 2006 по 2009 рр. (з 2004 по 2005 рр. — у тимчасовому уряді) і прем'єр-міністр регіонального уряду Іракського Курдистану з 2009 по 2012 рр.
1979 р. залишив Ірак. Ще до від'їзду вступив до Патріотичного союзу Курдистану (ПСК) і кілька разів був ув'язнений. Здобув ступінь бакалавра в галузі цивільного будівництва в Університеті Кардіффа і ступінь магістра у галузі статистики з Університеті Ліверпуля.
Здобувши освіту, працював у Британії інженером, був представником Патріотичного союзу Курдистану в Лондоні. Протягом 10 років представляв партію й уряд Курдистану в США.
2 жовтня 2018 парламент Іраку обрав Саліха новим президентом Іраку. 4 жовтня 2018 відбулась церемонія передачі влади від Масума Саліху.
22 грудня тисячі протестувальників в містах Іраку перекрили дороги, вимагаючи призначення незалежного прем'єр-міністра.
27 грудня 2019 Саліх подав у відставку, пояснивши це неможливістю виконувати обов'язки президента в нинішніх політичних умовах. Також він відмовився та не доручив формувати новий уряд висуванцю від парламентського блоку Асаад аль-Ідані.